# Фатіма Абдель Махмуд
Фатіма Абдель Махмуд (1945, Омдурман, Судан ― 22 липня 2018, Лондон, Велика Британія) ― суданська політична діячка, одна з лідерок Суданського соціалістичного демократичного союзу. У 1973 році стала першою жінкою в Судані, яка була призначена на посаду міністра (була міністром охорони здоров'я і соціальних справ). У квітні 2010 року взяла участь у загальних виборах в Судані й стала першою жінкою-кандидатом у президенти в країні.

## Біографія

### Раннє життя і парламентська кар'єра
Народилася в 1945 році. У 1960-х роках вивчала медицину в Москві в Університеті дружби народів і отримала кваліфікацію лікаря-педіатра. У 1973 році призначена заступником міністра молоді, спорту та соціальних питань. Це призначення, поряд зі вступом Саєди Нафіс Ахмед Аль-Амін в політбюро Суданського соціалістичного союзу, стало безпрецедентним для Судану, особливо враховуючи рівень жіночої грамотності в країні, який перебував тоді в розмірі близько 10 %. Також протягом десяти років була членом парламенту.

### Кандидат на пост президента
У квітні 2010 року в Судані проведено перші вибори на основі змагальності в країні з 1986 року (тобто у них взяли участь кандидати від опозиційних партій). Махмуд Абдель подала заяву на реєстрацію себе як кандидат в президенти поряд з двома іншими претендентами, проте в січні 2010 її заяву відхилено Суданською національної виборчою комісією, яка стверджувала, що на поданих нею списках підписів відсутні необхідні штампи. Махмуд Абдель і її прихильники опротестували дане рішення, яке вони схарактеризували як «змова проти жінок», і її кандидатура прийнята знову незадовго перед виборами.
Багато опозиційних партій зрештою, бойкотували голосування, заявивши, що вибори будуть сфальсифіковані на користь чинного президента Омара Аль-Башира. Аль-Башир здобув рішучу перемогу. Результати показали, що Махмуд Абдель набрала 0,3 % від загального числа голосів. Згодом вона взяла участь в виборах 2015 року, де вона посіла третє місце, а її партія не отримала жодного місця в національних зборах.

### Інша діяльність
Махмуд займала посаду представника жінок в науці та технології в ЮНЕСКО.

### Смерть
Померла 22 липня 2018 року в Лондоні на 74 році життя.